# ميخائيل ر. دوغلاس
ميخائيل ر. دوغلاس (بالإنجليزية: Michael R. Douglas)‏ هو فيزيائي أمريكي، ولد في 19 نوفمبر 1961 في باتون روج في الولايات المتحدة.